# U880

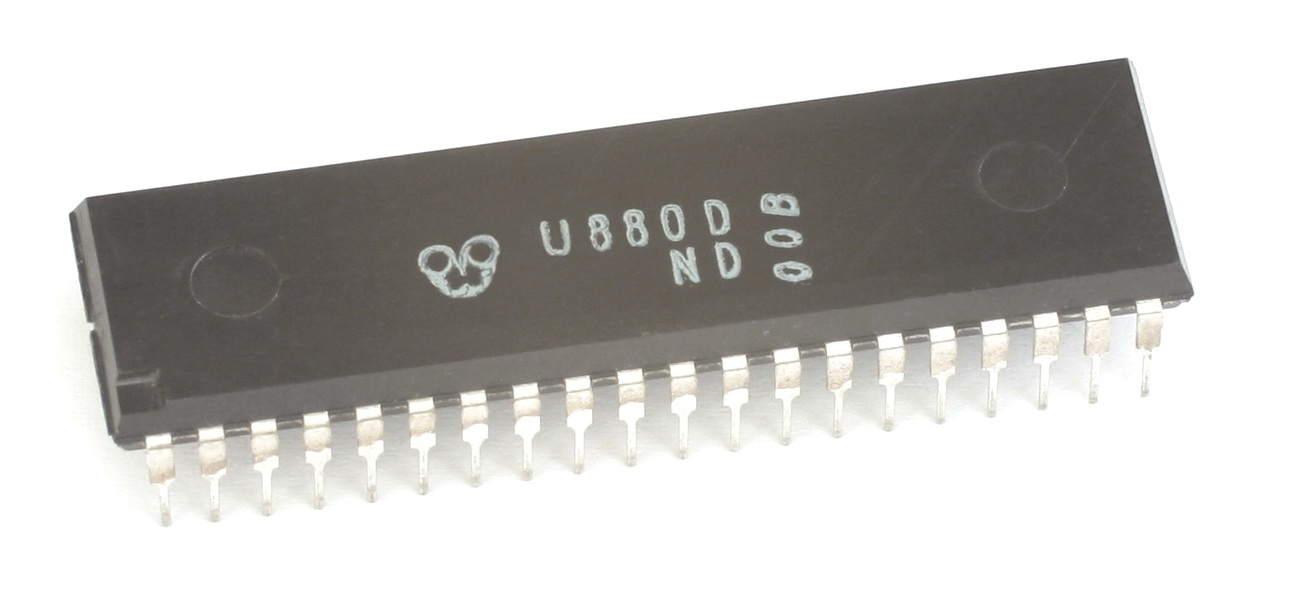
Az U880D CPU (később UB880-ra nevezték).

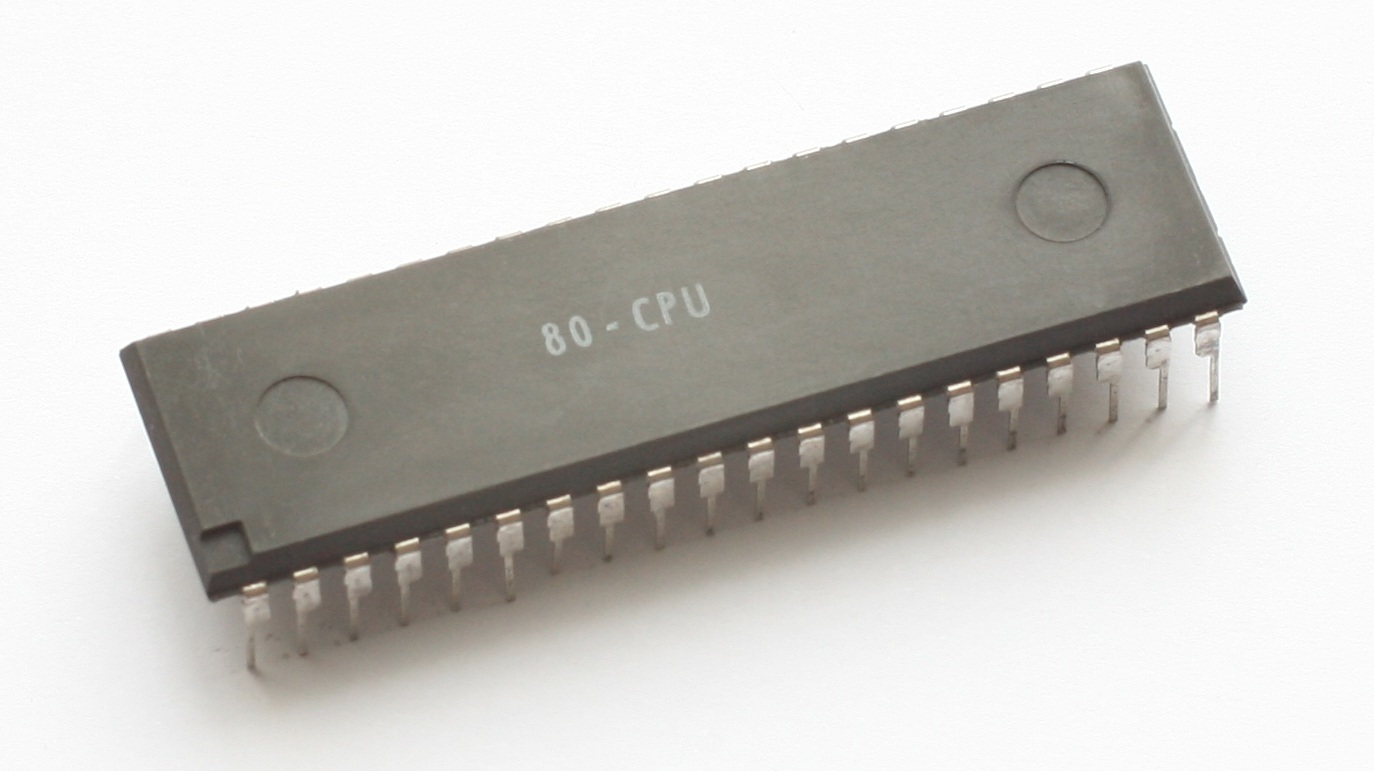
KME 80-CPU (UB880).

Az U880 egy 8 bites mikroprocesszor, amelyet a Német Demokratikus Köztársaságban  gyártottak az 1980-as években. A processzor a Zilog Z80-as processzor nem 100%-ig kompatibilis másolata volt.

## Felépítés és jellemzők
Az U880 a Zilog 8 bites Z80 mikroprocesszorának szinte teljesen megegyező másolata. Néhány apró részletben eltér a Z80-tól, például hiányzik a C állapotbit beállítása az OUTI utasításban (mikor az L nulla értéket kap) és a rejtett sínregiszter másképpen működik, ami csak a nem dokumentált F3 és F5 jelzőbitek működéséből látható. Az orosz КР1858ВМ1 csipek ugyanúgy működnek, mint az U880.
Az UB880 változat megfelel az eredeti Z80 processzornak, az UA880 a Z80A CPU hasonmása és a VB880 egy kiterjesztett hőmérsékleti specifikációjú Z80 változat (-25 °C — +85 °C), amely ipari alkalmazásokban való felhasználásra alkalmas. Az U880 katonai változata a kiegészítő „MEK 4” jelölésről ismerhető fel.
A Zilog többi periféria-integrált áramköreivel kompatibilis másolatokat szintén gyártották: PIO (U 855), SIO (U 856), CTC (U 857), DMA (közvetlen memóriahozzáférés) (U 858) és DART (U 8563).

## Gyártás
Az U880 a Z80-as processzor egy nem licencelt másolata volt, fejlesztését és gyártását a VEB Mikroelektronik "Karl Marx" (Erfurt) végezte. Fejlesztés alatt állt egy lábkiosztás és funkció-kompatibilis CMOS processzor-rendszer is, amely az U84C00 jelölést kapta. A gyártás NMOS logikát alkalmazó technológiával történt és a csip DIL40 tokozást kapott.
A processzorok gyártását a két két német állam egyesülése után beszüntették.

## Alkalmazás
Az U880 processzort 1980 és 1989 között használták a KC 85/2, KC 85/3 és KC 85/4 számítógépekben  (gyártó: VEB Mikroelektronik "Wilhelm Pieck" Mühlhausen), a Z1013 (gyártó: Robotron Riesa), a Robotron A 5120, a PC1715 és más irodai és amatőr számítógépekben a volt NDK-ban. A processzornak ipari és katonai alkalmazásokhoz készült változata is készült, és ezeken a területeken is alkalmazásra került. A katonai alkalmazás egyik példája a T-310 keletnémet titkosító eszköz, amely ezen a processzoron alapult. A processzort a csehszlovák Ondra iskolaszámítógépben is felhasználták.

## Fordítás
- Ez a szócikk részben vagy egészben  az   U880 című angol Wikipédia-szócikk ezen változatának fordításán alapul.  Az eredeti cikk szerkesztőit annak laptörténete sorolja fel. Ez a jelzés csupán a megfogalmazás eredetét és a szerzői jogokat jelzi, nem szolgál a cikkben szereplő információk forrásmegjelöléseként.